# Otto Hirschfeld
Otto Hirschfeld (Königsberg, 16 marzo 1843 – Berlino, 27 marzo 1922) è stato uno storico, archeologo ed epigrafista tedesco.

## Biografia

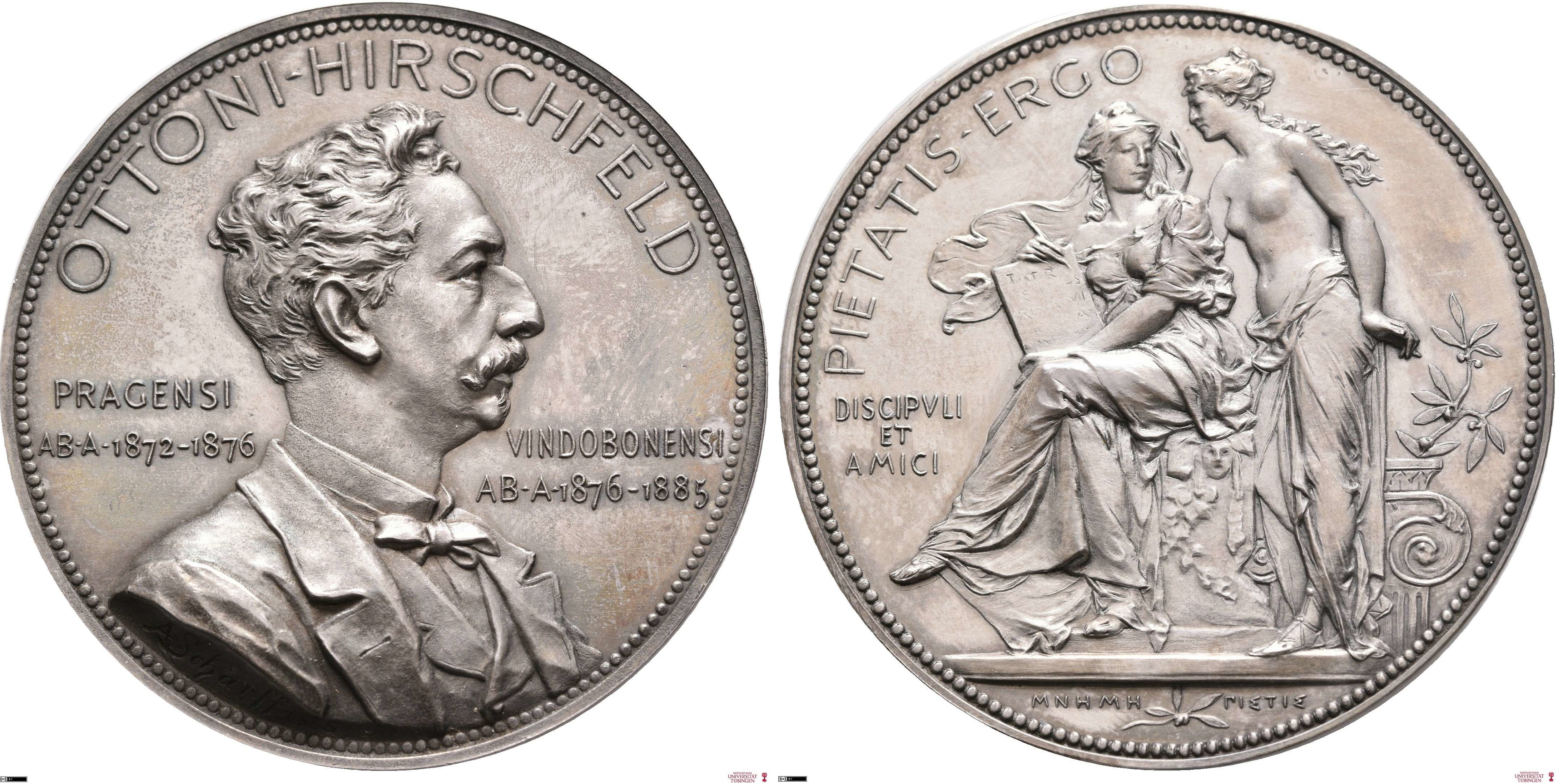
Medaglia commemorativa di Otto Hirschfeld (1885)

Dopo aver studiato a Königsberg, Bonn e Berlino,  nel 1863 Hirschfeld conseguì il dottorato a Königsberg. Conseguì l'abilitazione nel 1869 a Gottinga e nel 1872 divenne professore di Storia presso l'Università di Praga. Nel 1876 si trasferì all'Università di Vienna, dove ebbe la cattedre di Storia antica ed Epigrafia e dove lavorò con Alexander Conze. Collaboratore di Theodor Mommsen nel Corpus Inscriptionum Latinarum e nella Ephemeris epigraphica, succedette a Mommsen nel 1885 come professore di storia antica e direttore dell'Istituto di Archeologia a Berlino. Nello stesso tempo fu accolto Accademia delle scienze di Berlino. Andò in pensione nel 1917.
Hirschfeld fu attivo principalmente nel campo dell'epigrafia latina. Ha pubblicato diversi volumi del Corpus Inscriptionum Latinarum, specialmente con le iscrizioni della Gallia Narbonense (Inscriptiones Latinae Galliae Narbonense, CIL Vol XII 1888) e delle province galliche (Inscriptiones Aquitaniae et Lugudunensis , prima parte del CIL Vol XIII 1899).
Nel 1885 gli venne dedicata una medaglia.

## Scritti
- Die Getraideverwaltung [sic!] der römischen Kaiserzeit. In: Philologus 29, 1870, pp. 1-96.
- Untersuchungen auf dem Gebiete der römischen Verwaltungsgeschichte, Vol. 1: Die kaiserlichen Verwaltungsbeamten bis auf Diocletian, Berlin 1877 [unico volume]; Vol. 2. neubearb. Aufl. Berlin 1905 [ND Zürich 1975].
- Die kaiserlichen Verwaltungsbeamten bis auf Diokletian (1877; 2ª ed. 1905)
- Lyon in der Römerzeit, Wien, 1878.
- Kleine Schriften, Berlin, 1913.